# ヤスミナ・カドラ
ヤスミナ・カドラ（Yasmina Khadra  ياسمينة خضراء, 1955年1月10日 - ）はアルジェリア出身の作家。現在はフランス在住。「ヤスミナ・カドラ」はペンネームであり、本名はムハマド・ムルセフール（Mohammed Moulessehoul）。作品は25ヵ国以上で出版されている。

## 略歴、人物
9歳から軍の寮学校に入学し、軍務につく。アルジェリア独立の記念式典で起きた爆弾テロの現場にいたこともあり、過激派に対する作戦行動を12回経験している。のちに軍を離れ、フランスへ移住。
初期は推理小説を書いていたが、やがてイスラーム世界の問題を題材とするようになる。小説 Morituri は、テロ事件での体験をもとにしているが、事件当時の記憶が1ヵ月近く欠落しており、どのように執筆したかを覚えていないという。また、『カブールの燕たち』、『テロル』、Les sirènes de Bagdad（未訳）の3冊では、アフガニスタン、パレスチナ、イラクを舞台に原理主義を重要なテーマとして描き、『テロル』はゴンクール賞の最終候補作にもなった。カドラは、自らの作品によって、原理主義者やテロリストにも彼らなりの哀しみがあることが理解されるようになってきたと述べている。また、原理主義によって最もダメージを受けているのは、ムスリムであると考えている。
2005年にフランス国籍を取得。移住先のフランスを素晴らしい国だと評価する一方、依然として移民への差別があると考えている。地元のＴＶ番組に出演する企画において、スタッフのサボタージュにより自らの姿が撮影されなかったという体験をもつ。
政治的なテーマのみを書くつもりはなく、今後は愛をテーマにした作品を構想中。

### フランス語で執筆する理由
アラビア語ではなくフランス語で執筆する理由として、以下のような点をあげている。
- アラビア語の詩人になりたかったが上達しなかった
- 新たに身につけたフランス語の方が、よりはっきり主張を伝えられると気づいた
- 軍の寮学校ではアラビア語の番号で呼ばれたが、フランス語の教師は名前で呼んでくれた
- 西洋をはじめ、より多くの人々に読んでもらうため

### ペンネームについて
当初は本名で執筆をしていたが、軍の検閲に悩んでいた時、妻の提案によってペンネームを使うようになった。そのため、自伝的小説 L'Écrivain で経歴が明かされるまでは、多くの人々に女性作家だと思われていた。

## 主な著作
- Amen (1984年)
- Houria (1984年)
- La Fille du pont (1985年)
- El Kahira - cellule de la mort (1986年)
- De l'autre côté de la ville (1988年)
- Le Privilège du phénix (1989年)
- Le Dingue au bistouri (1990年)
- La Foire des Enfoirés (1993年)
- À qui rêvent les loups (1999年)
- L'Écrivain (2001年)
- L'imposture des mots (2002年)
- Les hirondelles de kaboul (2002年) 　日本語訳『カブールの燕たち』　香川由利子訳、 早川書房、2007年
- Cousine  (2003年)
- L'attentat (2005年) 　日本語訳『テロル』　藤本優子訳、早川書房、2007年（英国推理作家協会インターナショナル・ダガー賞候補作）
- Les sirènes de Bagdad (2006年)
- Ce que le jour doit à la nuit (2008年)　日本語訳『昼が夜に負うもの』　藤本優子訳、早川書房、2009年

ミステリ小説
以下の4冊は、2008年には Le quatuor algérien というタイトルで1冊にまとめられて刊行されている。
- Morituri (1997年)
- Double blanc (1998年)
- L'automne des chimères (1998年)
  - 2002年、ドイツ・ミステリ大賞翻訳作品部門受賞（第2位）
  - 2006年、英国推理作家協会 インターナショナル・ダガー賞候補
- La part du mort (2004年)